# Susan Durant
Susan Durant, née le 8 juillet 1827 à Stamford Hill (Londres) et morte le 1er janvier 1873 à Paris, est une sculptrice anglaise.

## Biographie
Elle est la fille de George Durant, courtier en soie,. Elle étudie à la Dickenson Academy à Londres qui admet les femmes sur les mêmes critères et part ensuite en France étudier à Paris la sculpture avec le baron Henri de Triqueti. Elle sculpte l'une des dix-sept statues nommées La bergère fidèle ainsi que douze portraits de membres représentant la famille royale pour la chapelle Albert à Windsor,. Susan Durant reçu la commande d'un médaillon en marbre représentant la princesse Alice, Grande Duchesse de Hesse, que la reine Victoria lui commande. Elle reçoit ensuite régulièrement des commandes de la famille royale,. Elle gagne le prix de la Société des Arts (médaille d’argent) en 1847.
En 1869 naît son fils  Henry Paul Harvey, dont le père est le baron et sculpteur Henry de Triqueti. 
Susan Durant a aussi donné des leçons de modélisation à la princesse Louise. 
Elle meurt à l'hôtel de l'Athénée, rue Scribe à Paris, d'une pleurésie ainsi que d'une autre maladie, pour laquelle elle a été opérée plusieurs mois auparavant.
Sa tombe se trouve au Cimetière du Père-Lachaise dans la 56e division.
Henry de Triqueti fait graver ces mots en épitaphe sur sa tombe « Thy will be done not mine.», suivi de la source du texte « Luc XXII, 42 » et de ses initiales «H T».